# 1905 au Québec
Cet article traite des événements survenus en 1905 au Québec. 

## Événements

### Janvier
- 4 janvier : la Dominion Cotton Mills, la Merchant Cotton Company, la Montmorency Cotton Mills et la colonial Bleaching and Printing fusionnent pour former la Dominion Textile. Les présidents de ces compagnies veulent ainsi remettre sur ses rails l'industrie textile malmenée depuis quelques années par la concurrence[1].
- 12 janvier : La Presse annonce que le gouvernement Parent est en pleine crise. Plusieurs ministres contestent en effet le leadership de leur chef, lui reprochant de se conduire en autocrate[2].
- 28 janvier : l'École polytechnique de Montréal est inaugurée[3].

### Février
- 2 février : Dominique Monet devient ministre sans portefeuille dans le cabinet Parent[4].
- 3 février : les ministres Lomer Gouin, Adélard Turgeon et William Alexander Weir démissionnent du gouvernement Parent et organisent ouvertement un mouvement d'opposition contre leur ancien chef[4].
- 8 février : les trois ministres démissionnaires convoquent un caucus des députés libéraux au Château Frontenac et font circuler un round robin (pétition en rond)[5] demandant la démission du premier ministre Parent. Sur 60 députés, 44 se prononcent pour la démission et saluent Lomer Gouin comme leur nouveau chef[4].
- 21 février : à Ottawa, le premier ministre Wilfrid Laurier présente son projet de Loi d'Autonomie, faisant de l'Alberta et de la Saskatchewan deux nouvelles provinces. Le statut des francophones des futures provinces est longtemps débattu en Chambre[6].

### Mars
- 1er mars : à la suite de la démission de James John Guerin, Simon-Napoléon Parent nomme Némèse Garneau comme ministre de l'Agriculture[4].
- 2 mars : 
  - ouverture de la première session de la 11e législature (en). Le premier ministre Parent annonce la création d'un comité d'enquête chargé de blanchir l'administration de son gouvernement[7].
  - Pierre-Évariste Leblanc devient chef de l'opposition et succède de ce fait à Edmund James Flynn à la tête du Parti conservateur du Québec[4].
- 14 mars : le rapport du comité d'enquête énonce que les accusations portées contre le premier ministre Parent sont fausses[4].
- 21 mars : Simon-Napoléon Parent démissionne. Le lieutenant-gouverneur, Louis-Amable Jetté, demande à Lomer Gouin de former le nouveau gouvernement[4].
- 23 mars : le gouvernement de Lomer Gouin est assermenté. Auguste Tessier devient ministre de l'Agriculture, Louis-Jules Allard ministre de la Colonisation et des Travaux publics, Adélard Turgeon ministre des Terres, Mines et Pêcheries. John Charles McCorkill, qui était resté fidèle à Parent, garde le Trésor[4].

### Avril
- 3 avril : les trois nouveaux ministres sont réélus lors des élections partielles de Bellechasse, Rimouski et Kamouraska[8].
- 10 avril : le nouveau premier ministre Lomer Gouin remporte l'élection partielle de Montréal no 2[9].
- 17 avril : lors d'un discours au Monument national de Montréal, Henri Bourassa se prononce pour le respect des droits des francophones dans l'Ouest et s'oppose à la loi d'Autonomie de Laurier qui, selon lui, ne les protège pas suffisamment[10].
- 25 avril : 
  - la session reprend à l'Assemblée législative. William Alexander Weir est le nouvel orateur de la Chambre[4].
  - le trésorier McCorkill présente un budget de 4 880 000 $ comportant un surplus de 85 000 $[11].

### Mai
- 20 mai : la session parlementaire est prorogée.

### Juin
- 20 juin : le libéral Édouard Ouellette (en) remporte l'élection partielle de Yamaska[12].
- 28 juin : à la Chambre des communes, Henri Bourassa présente un amendement garantissant aux francophones des deux futures provinces le droit d'envoyer leurs enfants à l'école française. L'amendement est refusé[13].

### Juillet
- 3 juillet : Lomer Gouin nomme Jean Prévost à la tête du ministère de la Colonisation, des Mines et des Pêcheries[14].
- 17 juillet : Jean Prévost remporte les élections partielles de Terrebonne[15].

### Septembre
- 1er septembre : l'Alberta et la Saskatchewan deviennent officiellement les huitième et neuvième province du Canada[16].
- 5 septembre : Simon-Napoléon Parent démissionne de son poste de député. Le gouvernement Laurier le nomme à la tête de la Commission du chemin de fer transcontinental[4].

### Octobre
- Octobre : Montréal annexe le village de Saint-Henri.
- 7 octobre : George Washington Stephens Jr. remporte l'élection partielle de Montréal no 4[4].
- 14 octobre : le libéral Charles-Eugène Côté remporte l'élection partielle de Saint-Sauveur[4].

### Novembre
- 21 au 23 novembre : un congrès de colonisation, convoqué par Jean Prévost a lieu à Saint-Jérôme. Les questions d'éducation occupent une bonne part des sujets de discussion. Le gouvernement Gouin se dit prêt à entreprendre une certaine réforme à condition qu'elle ait l'aval du clergé[17].

### Décembre
- 4 décembre : Sarah Bernhardt effectue une prestation à l'Auditorium de Québec dans laquelle elle critique l'Église lors d'une scène, ce qui provoque la colère des hauts membres du clergé. Malgré tout, elle a réussi à faire salle comble[18].
- 5 décembre : Robert Jamieson Leslie, député des Îles-de-la Madeleine, meurt dans le naufrage du Lunenberg[4].
- 11 décembre : Lomer Gouin annonce la création d'écoles techniques[19].
- 14 décembre : le libéral Cyprien Dorris remporte l'élection partielle de Napierville[20].

## Naissances
- 8 janvier - William McOuat Cottingham (homme politique) († 20 mars 1983)
- 25 janvier - Maurice Roy (personnalité religieuse) († 24 octobre 1985)
- 8 février - Louis-Philippe Pigeon (homme de loi) († 23 décembre 1986)
- 18 mars - Alfred Bailey (anthropologue, ethnologue, historien et poète) († 21 avril 1997)
- 8 juin - Johnny Gagnon (joueur de hockey) († 21 mars 1984)
- 23 juin - Paul Desmarteaux (acteur) († 19 janvier 1974)
- 11 août - Wilbrod Bherer (homme de loi) († 9 janvier 1998)
- 23 septembre - Alice Lemieux-Lévesque (écrivaine) († janvier 1983)
- 8 décembre - Marty Barry (joueur de hockey) († 20 août 1969)

## Décès
- 2 janvier - Charles Thibault (homme de loi) (º 16 septembre 1840)
- 23 avril - Gédéon Ouimet (ancien premier ministre du Québec) (º 2 juin 1823)
- 24 avril - Jules-Paul Tardivel (journaliste et romancier) (º 2 septembre 1851)
- 28 mai - James Cochrane (ancien maire de Montréal) (º 15 septembre 1852)
- 17 septembre - Edward J. Hemming (avocat et politicien) (º 30 août 1823)
- 12 octobre - Arthur Turcotte (politicien) (º 19 janvier 1845)
- 29 octobre - Étienne Desmarteau (athlète) (º 4 février 1873)
- 4 novembre - Charles Alexander (homme d'affaires et homme politique) (º 4 novembre 1905)
- 5 décembre - Robert Jamieson Leslie (politicien) (º 28 février 1862)
- 25 décembre - Raymond Préfontaine (maire de Montréal) (º 16 septembre 1850)